# Love & Money
Love & Money è una serie televisiva statunitense in 13 episodi trasmessi per la prima volta nel corso di una sola stagione dal 1999 al 2000.
È una sitcom a sfondo romantico incentrata sulle vicende di un gruppo di coinquilini in un palazzo di New York.
In Italia la serie è inedita.

## Personaggi e interpreti

### Personaggi principali
- Finn McBride (13 episodi, 1999-2000), interpretato da Brian Doyle-Murray.
- Nicky Conklin (13 episodi, 1999-2000), interpretato da John Livingston.
- Puff Conklin (13 episodi, 1999-2000), interpretata da Judy Greer.
- Effie Conklin (13 episodi, 1999-2000), interpretato da Swoosie Kurtz.
- Allison Conklin (13 episodi, 1999-2000), interpretata da Paget Brewster.
- Nicholas Conklin (13 episodi, 1999-2000), interpretato da David Ogden Stiers.

### Personaggi secondari
- Eamon McBride (5 episodi, 1999-2000), interpretato da Brian Van Holt.
- Dennis (5 episodi, 1999-2000), interpretato da Derek Basco.
- Howard Mark (2 episodi, 1999-2000), interpretato da Vince Grant.
- Joe (2 episodi, 2000), interpretato da Michael Cudlitz.
- Kiki Farrington (2 episodi, 2000), interpretata da Harriet Sansom Harris.

## Produzione
La serie, ideata da Rob Long e Dan Staley, fu prodotta da Staley-Long Productions, CBS Productions e Paramount Network Television Productions e girata nei Paramount Studios a Los Angeles in California. Le musiche furono composte da Bruce Miller.

### Registi
Tra i registi sono accreditati:
- Pamela Fryman
- Michael Lessac

### Sceneggiatori
Tra gli sceneggiatori sono accreditati:
- Rob Long
- Dan Staley *Ross Abrash
- Phil Baker
- Dan Cohen
- Cindy Collins
- Michael Fitzpatrick
- Rob Fox
- Howard Margulies
- Daphne Pollon
- F.J. Pratt
- Bob Sand
- Drew Vaupen

## Distribuzione
La serie fu trasmessa negli Stati Uniti dall'8 ottobre 1999 al 18 luglio 2000 sulla rete televisiva CBS.
Alcune delle uscite internazionali sono state:
- in Nuova Zelanda il 15 febbraio 2001
- in Francia il 6 aprile 2001 (Love & Money)
- in Finlandia il 12 aprile 2001

## Episodi
| Stagione       | Episodi | Prima TV USA |
| -------------- | ------- | ------------ |
| Prima stagione | 13      | 1999-2000    |